# Quincy Owusu-Abeyie
Quincy James Owusu-Abeyie (Amsterdam, 15 aprile 1986) è un calciatore olandese naturalizzato ghanese, attaccante dell'SV Robinhood.
Solo dal 2007 ha giocato per il Ghana, con la quale è stato convocato per Coppa d'Africa del 2008; nel massimo livello giovanile europeo ha difeso i colori dei Paesi Bassi.

## Palmarès

### Club

#### Competizioni nazionali
- Campionato inglese: 1

Arsenal: 2003-2004
- Coppa d'Inghilterra: 1

Arsenal: 2004-2005
- Community Shield: 1

Arsenal: 2004